# أبو السعود أفندي
محمد أبو السعود أفندي بن محيي الدين محمد بن مصلح الدين مصطفى عماد الدين العمادي الأسكليبي الحنفي أو أبو السعود بن محمد العمادي ويشتهر باسم «أبو السعود أفندي»، هو فقيه وقاضي مسلم وُلد في قصبة أسكليب العُثمانية في نهايات القرن التاسع الهجري، عمل في بداية حياته في التدريس حتى بلغ القضاء، ثم ترقى في القضاء حتى أصبح قاضي العسكر ويحضر الديوان العثماني، ثم أصبح مفتياً للعاصمة وشيخاً للإسلام. كان أول من شكل هيئة للمُفتين تشرف على نواحي الوعظ والخطابة والإفتاء، وما شابه في العاصمة والولايات والمدن الرئيسة وتربع هو على رأسها. أمضى ثلاثين عاماً في منصب مفتي القسطنطينية وهي مدة لم يبلغها أحد لا من قبله ولا من بعده. وساهم أبو السعود في جملة التشريعات القانونية التي سنّها السُلطان سليمان القانوني بشكل مباشر وغير مباشر، وأهمها «قانونامة» الذي صادق عليه. وله تفسير للقرآن الكريم يسمى إرشاد العقل السليم إلى مزايا الكتاب الكريم ودُعي بعده بلقب «خطيب المفسرين»، وهو أيضاً شاعر باللغات العربية والتركية والفارسية. وله فتاوى أعتبرها البعض فتاوى خطيرة، منها فتواه لسُليمان القانوني بقتل ابنه شاهزاده مصطفى، وكذلك فتواه لسليم الثاني بقتل أخيه شاهزاده بايزيد. عُين أبو السعود مفتياً للعاصمة في عهد سليمان القانوني، فأصبح مفتياً لأحد أعظم سلاطين الدولة العثمانية، وعايش مرحلتين من مراحلها.

## خلفية
تأسست الدولة العثمانية منذ عام 699 هـ الموافق 1299م على يد عثمان بن أرطغرل، وبلغت أوج قوتها وعصر نهضتها في عهد السُلطان سليمان القانوني (926 هـ - 974 هـ/1520م - 1566م)، وفي هذه الفترة فترة عظمتها تولى أبو السعود أفندي منصبه، وقد كان لعلماء الدين شأن رفيع في الدولة العثمانية. وبالأخص في بداياتها، فلم يكن بمقدور السُلطان أن يتجاوز حدود الشريعة الإسلامية بشكل علني، ولذلك كان عليه أن يحصل على فتوى بالجواز من شيخ الإسلام قبل أن ينفذ أي إجراء سياسي مُهم وقد عايش أبو السعود أفندي أيضاً بالإضافة لسليمان القانوني ابنه سليم الثاني طيلة فترة حكمه (974 هـ - 982 هـ/1566م - 1574م). ويُذكر أنه قد تعاقب على منصب شيخ الإسلام ومفتي الآستانة (إسطنبول) في فترة نهوض الدولة العثمانية ستة عشر شيخاً، كان أبو السعود أفندي أطولهم خدمة، فقد اعتلى منصب مقام مفتي الآستانة ثلاثين عاماً حتى وفاته، وإن الفترة التي كان فيها كانت فترة غير عادية وذلك لأنه صاحَبَ السلطان سليمان الأول أعظم سلاطين الدولة العثمانية وأكثرهم سناً للقوانين حتى سُمي بالقانوني، وقد اكتسب أبو السعود أهمية أخرى وهي إشرافه على القوانين التي سنها سليمان القانوني.

## بداياته

### اسمه
يُختلف في ذكر الاسم الأول لأبي السعود لأن الكثير من المصادر تكتفي بكنيته (أبو السعود) وتغض الطرف عن اسمه الأول، وهناك قولان في هذا، والقول الأول هو من يقول أنه محمد فيكون محمد بن مُحيي الدين محمد بن مصطفى العماد، والقول الثاني أن اسمه أحمد وقد قال بهذا حاجي خليفة في كتابه كشف الظنون عن أسامي الكتب والفنون بعد أن قال أن اسمه محمد وقال: (تم تحقق أن اسمه أحمد)، وكذلك إسماعيل الباباني في كتابه "هدية العارفين أسماء المؤلفين وآثار المصنفين" فقال: «أبو السُّعُود العمادى مُحَمَّد (ثمَّ تحقق ان اسْمه احْمَد) بن محيى الدَّين مُحَمَّد بن مصطفى الاسكليبى العمادى شيخ الاسلام أبو السُّعُود الرُّومِي الْفَقِيه الْحَنَفِيّ». وقد ذكر اسمه بهذه الصيغة: «مولانا محمد أبو السعود أفندي المفتي ابن مولانا محيي الدين محمد بن مولانا مصلح الدين مصطفى بن مولانا عماد الدين العمادي، وذلك نسبة إلى جده الأعلى الاسكليبي نسبة إلى اسكليب، وهي قصبة في أماسيه.» تلميذه "عاشق شلبي. وأما اسم والده "محيي الدين محمد"، فقد اكتفت سائر المصادر بذكر اسمه "محمد" ورُبما يكون "محيي الدين" صفة له كما يتصف بها الكثير من العلماء. وقد انفرد عبد القادر العيدروس بتسمية جده "مصطفى بن عماد"، ويذكره طاشْكُبْري زَادَهْ "مصطفى العماد" ويسمى أيضاً "العمادي"، وقد يكون نسبة إلى العماد، أو أن يكون والد جده مصطفى أو يكون اسم مركب. وأما صفة الأفندي فهي كلمة رومية-بيزنطية انتقلت إلى اللغة التركية، وتستخدم للدلالة على الإنسان المتعلم والمثقف.

### مولده

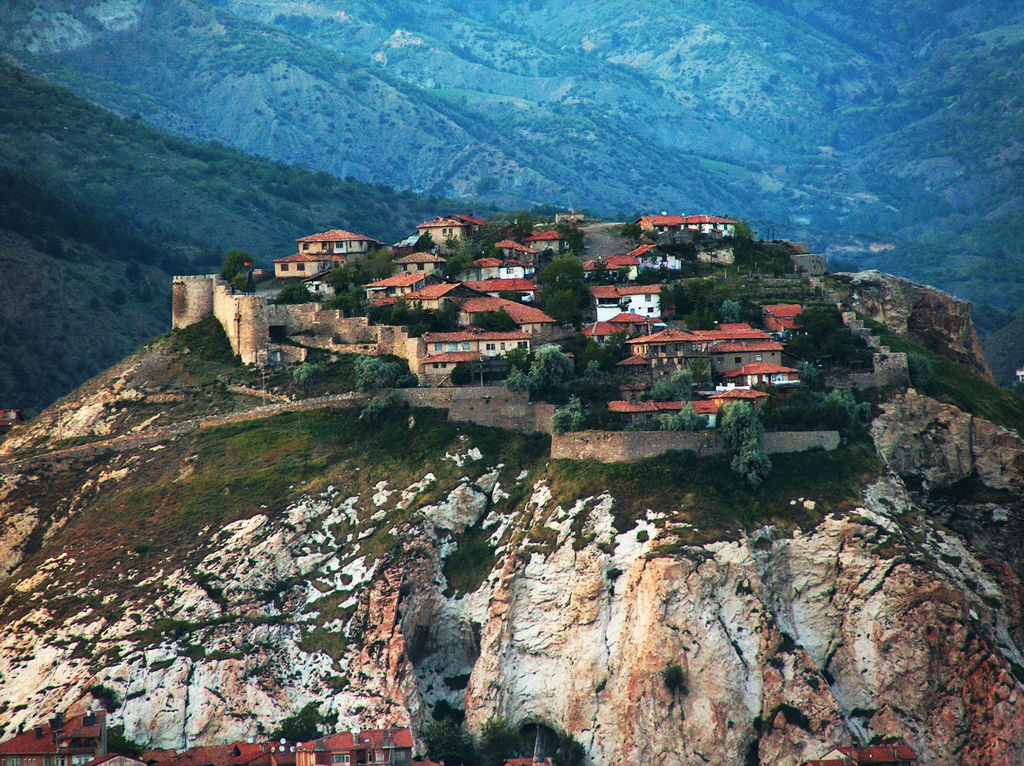
صورة حديثة لقلعة مدينة أسكليب، المدينة التي ولد فيها أبو السعود.

توجد أكثر من رواية حول تاريخ ولادة أبي السعود، فهناك من يقول أنه ولد في 19 صفر من عام 896 هـ الموافق فيه 1 كانون الثاني من عام 1491م، والقول الثاني هو أنه ولد في 17 صفر من عام 896 هـ الموافق فيه 30 كانون الثاني من عام 1490م أو في 19 صفر من عام 897 هـ الموافق فيه 22 كانون الأول من عام 1491م. ويكتفي بعض المؤرخون بذكر تاريخ سنة الميلاد فقط وهي 896 هـ الموافقة لعامي (1490م - 1491م). ويذكر بعض المؤرخين الآخرين أنه أبا السعود ولد في 900 هـ. ويرجح آخرون أنه ولد في سنة 898 هـ الموافقة لسنة 1493م لأنه ذات التاريخ الذي أورده طاشكبري زاده الذي عاصر فترة أبي السعود. وأورد ذلك أيضاً «علي بن بالي» في كتابه المسمى «بالعقد المنظوم في ذكر علماء الروم» المؤلف في سنة 992 هـ.
كان مولد أبي السعود في قصبة قريبة من إسطنبول اسمها «أسكليب» ولذا يدعى بـ«الإسكليبي» نسبة إلى بلدته، وهذا ما يتفق عليه أغلب المؤرخين وقد قال تلميذه «عاشق شلبي» بأنه من اسكليب وأنها قصبة في أماسيه. ويدعم هذا القول التراجم الموجودة حول الأعلام من عائلته مثل: ترجمة ابن عمه «المولى جعفر» في كتاب العقد المنظوم حيث ذُكر فيها أنه نشأ في قصبة أسكليب، بينما وصفته «دائرة المعارف الإسلامية» بأبي السعود الآمدي نسبة إلى مدينة آمد المعروفة اليوم باسم ديار بكر، وأنه من أصل كردي، وقد ذكر بعض المؤرخين الأكراد ذلك.

### نشأته
تربى أبو السعود في بيت علمي ونشأ نشأة دينية فقد كان أبوه محمد محيي الدين العمادي الأسكليبي الحنفي من علماء عصره ومشتغل بعلم الظاهر والباطن، حتى وصل إلى خدمة علاء الدين علي بن محمد القَوْشَجي، وبعد وفاته سلك مسلك الصوفية واشتغل أولاً عند «مصلح الدين القوجوي» ثم عند «إبراهيم القيصري» وحصل عنده الطريقة الصوفية ثم أجازه للإرشاد، وكان السلطان بايزيد خان أميراً على بلدة أماسية وأراد الشيخ أن يذهب إلى الحج فلقي السلطان بايزيد خان بأماسيه وقال إني أجدك بعد اتياني الحجاز جالسا على سرير السلطنة، وقد حكى طاشكبري زاده قصته مع السُلطان العُثماني بايزيد الثاني في كتابه وقال:«كَانَ السُّلْطَان بايزدخان أميراً على بَلْدَة اماسيه وأراد الشَّيْخ أن يذهب إلى الْحَج، فلقي السُّلْطَان بايزيدخان بأماسيه وَقَالَ إني أجدك بعد إيابي من الْحجاز جَالِساً على سَرِير السلطنة وَكَانَ كَمَا قَالَ فَأَحبهُ السُّلْطَان بايزيدخان محبَّة عَظِيمَة حَتَّى اشْتهر بَين النَّاس بشيخ السُّلْطَان وَبنى لَهُ السُّلْطَان بايزيدخان زَاوِيَة بِمَدِينَة قسطنطينية وَكَانَ الأكابر يذهبون إلى بَابه ويأتيه الوزراء وقضاة الْعَسْكَر لزيارته وَرُبمَا يَدعُوهُ السُّلْطَان إلى دَار سعادته ويصاحب مَعَه وَحصل لَهُ من هَذِه الْجِهَة رياسة عَظِيمَة وَمَعَ ذَلِك لم يتَغَيَّر حَاله للزهد وَالتَّقوى وَكَانَ من الْفضل على جَانب عَظِيم وَكَانَ الصلحاء يهابون مِنْهُ لجلالته فِي الْعلم.» وتوفي ببلدة أسكليب في 24 أغسطس 1574 الموافق لسنة 920 هـ. وأمه هي ابنة أخ علاء الدين علي القوشجي.

### تعليمه
تلقى أبو السعود تعليمه على يد والده حيث علمه الفنون الأدبية، وأخذ العلم أيضاً عن مؤيد زاده أحد تلامذة الجلال الدواني تلميذ السيد الشريف الذي دَرس له أبو السعود حاشية التجريد وشرح المفتاح، ومن «قادري جلبي»، وأخذ من «سيدي قرماني» الذي درسه حسن جلبي المحشي شرح المواقف. وكان من جملة ما قرأه على والده: «حاشية التجريد» للشريف الجرجاني بكاملها، و«شرح حاشية المفتاح» للشريف أيضاً و«شرح المواقف» له أيضاً، وقال عن نفسه لشيخه عبد الرحمن المشهور بشيخ زادة: «قرأت على والدي الشيخ محيي الدين حاشية التجريد للشريف الجرجاني من أول الكتاب إلى آخره مع جميع الحواشي المنقولة عنه وقد قرأت عليه شرح المفتاح للعلامة المسفور مرتين وشرح وشرح المواقف له أيضاً بالتمام والكمال.» وأيضاً حفظ كتاب المفتاح للسكاكي على يد والده محيي الدين. وقال ابن العماد الحنبلي: «وصار ملازماً من المولى سعدي جلبي» (محيي الدين محمد بن محمد القوجاري) الذي تلقى على يد العلم، فقد اصطحبه أبوه إلى السُلطان بايزيد الثاني، ونال أبو السعود اهتمام السلطان وصرف له 30 آقجة وسمح له بتقبيل يده، وأصبح ملازماً لسعدي جلبي.

## وظائفه

### في التدريس
لما توفي أبوه محيي الدين محمد سنة 920 هـ الموافقة لسنة 1514م، عُرضت عليه رئاسة زاوية أبيه التي كان قد بناها له السُلطان بايزيد، لكنه رفضها. وكان عندما أُعطي الملازمة لسيدي جلبي، وصرف له السلطان 30 آقجة، تردد في قبول تعيينه في مدرسة كنقري ب25 آقجة في 922 هـ/1516م، أي أقل من راتبه السابق ب5 آقجة، فرفض هذا التعييين، وفضل الاستمرار بوظيفته. فنقل في أثنائه إلى مدرسة إسحاق باشا ببلدة «اينة كول» عندما توفي مدرسها «شمس شلبي البورساوي» ب30 آقجة في اليوم، ولما انفصل عنها قُلد بعد عدة شهور مدرسة داوود بشاشا بمدينة إسطنبول بأربعين آقجة، ثم عُين في مدرسة علي باشا بإسطنبول أيضاً وبخمسين آقجة. وقد بلغ أبو السعود منزلة رفيعة بارتقائه إلى راتب 50 آقجة يومياً، فهو راتب المدرسين بالصحن (وهي المدارس العالية التي بناها السلطان محمد الفاتح وتسمى بالصحن)، وهي مرتبة يتصدر فيها المدرس على كل الآغاوات، ويصبح في مرتبة يمكنه فيها الارتقاء إلى القضاء، وأهمل المؤرخون ذكر راتب أبو السعود في وظائفه اللاحقة، وقد يعني هذا ثباته على نفس الراتب. ثم عُين في نهاية شهر سبتمبر وأول شهر أكتوبر من عام 1525م/931 هـ مدرساً في مدرسة الوزير الثاني مصطفى باشا (ت 935 هـ/1529م) في قصبة ككيويزة. ثم نُقل إلى مدرسة السلطان محمد في بروسه في سنة 932 هـ/1525م - 1526م مكان «أحمد بن شمس الدين» المعروف «بقريشي زادة» الذي توفي سنة 936 هـ/1529م. ثم عين في إحدى المدارس الثمان في سنة 934 هـ/1527م - 1527م وبقي فيها خمس سنوات.

### في القضاء

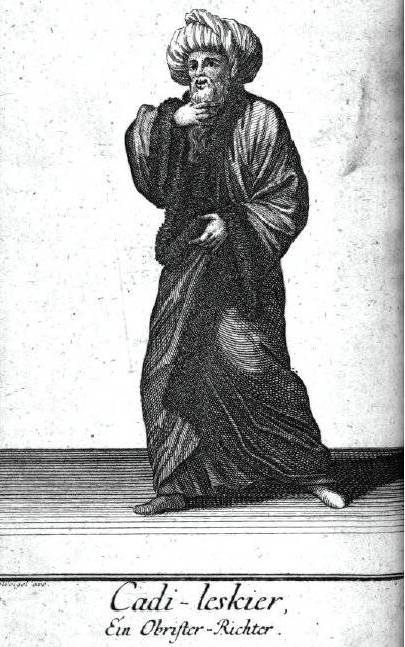
زي قاضي العسكر في الدولة العثمانية.

وقُبل في القضاء في بروسه في شوال 939 هـ/إبريل - مايو 1533م مكان الشيخ زادة حسن شلبي. ثم نُقل بعد اشتغاله في قضاء بروسه مدة ستة أشهر إلى قضاء القسطنطينية في شهر ربيع الثاني من عام 940 هـ/أكتوبر 1533، وقد خلف في قضاء القسطنطينية سعدي شلبي، وبعد ذلك عُين في قضاء العسكر في ولاية روم إيلي سنة 944 هـ ودام عليها ثماني سنين، وقد نُقل أبا السعود إلى قضاء العسكر مكان «فناري زادة محيي الدين شلبي» وذلك في 15 ربيع الثاني من عام 944 هـ/21 سبتمبر 1537م. يقول قطب الدين المفتي: «واجتمعت به في الرحلة الأولى وهو قاضي إسطنبول سنة ثلاث وأربعين وتسعمائة، فرأيته فصيحاً وفي الفن رجيحاً، فعجبت لتلك العربية ممن لم يسلك ديار العرب ولا محالة أنها منحُ الربِّ، ثم ولي في سنة أربع وأربعين قضاء العسكر، وصار يخاطب السُلطان في الأمر والنهي، ثم في سنة إحدى وخمسين ولي منصب الإفتاء، وكان سلوكه لا عوج فيها ولا أمتا، وسمعته يقول: جلست يوماً بعد صلاة الصبح أكتب على الأسئلة المُجتمعة، فكتبت إلى صلاة العصر على ألف وأربعمائة واثني عشر فتيا.» وينص القانون العثماني - قانون نامة محمد الفاتح - أن من يشغل منصب مدرس في إحدى مدارس الصحن يرتقي بعد ذلك إلى القضاء براتب خمسائة آقجة، ثم يرقى بعدها إلى مقام قاضي عسكر، وقضاة العسكر هم أحد عناصر الديوان الذي يحضرونه أربعة أيام في الأسبوع، ومقام قاضي دار السلطنة (القسطنطينية) بمنزلة مقام بكلربكي أو «أمير الأمراء»، والذي راتبه السنوي أربعمائة ألف آقجة.

### شيخاً للإسلام

تمثال نصفي لأبي السعود.

وعند وفاة المفتي «سعد الله بن عيسى بن أمير خان» الذي شغل منصب الإفتاء للفترة 940 هـ - 945 هـ/1534م - 1539م، اضطرب أمر الفتوى وانتقل يد إلى يد (حسب ما يذكر المؤرخون). وجاء بعد المفتي سعد الله عدد من المفتين وهم: «محيي الدين شيخ بن محمد بن إلياس» 945 هـ - 949 هـ/1539م - 1542م، وجاء بعده «المولى عبد القادر» 949 هـ/1542م، ثم «محيي الدين محمد بن علي بن يوسف بالي» (المولى الفناوي) 949 هـ - 952 هـ/1543م - 1545م، وانتقل أخيراً إلى أبو السعود العمادي واستمر لمدة طويلة 952 هـ - 982 هـ/1545م - 1574م. هكذا أصبح أبو السعود مفتياً للقسطنطينية وشيخاً للإسلام في 22 شعبان 952 هـ الموافق 29 أكتوبر 1545م، واستمر في المنصب ثلاثين سنة هجرية. ويذكر محمد الشوكاني أن السُلطان سُليمان الأول عين لَهُ كل يَوْم مائتين وَخمسين درهماً، ما يعادل خمسمائة آقجة، وورد في قانونامة أن الذي درّس في الصحن فإنه يتولى القضاء بخمسمائة آقجة، إلا أنه ذكر أن هناك من القضاة من يتقاضى ثلاثمائة آقجة يومياً ويكون بمنزلة المولوية، وهناك من يتقاضى مائة وخمسين آقجة، ويتصدر مقام الألاي بك والكتخدائية دفتر، ثم يرتقي في منصبه حتى يتقاضى ثلاثمائة آقجة يومياً، وعندها يحق له تقلد منصب الدفتردار أو القضاء، وليس لكل من يتولى القضاء أن يأخذ خمسمائة آقجة يومياً فوراً، حيث يكون قد درس في الصحن قبل ذلك، ولكنه يتدرج في الرتبة والراتب حتى يصل إلى رتبة «أقضى قضاة المسلمين» ويكون مقره العاصمة فحينها يتقاضى خمسمائة آقجة يومياً، كما ورد في قانونامة.
يطلق لقب شيخ الإسلام على أصحاب الفُتيا الذين يفصلون في المسائل الخلافية، وقد بلغ هذا اللقب أوج مجده بعد أن أصبح يطلق على مفتي القسطنطينية، واكتسب أهمية سياسية ودينية لا نظير لها وقد بدأ نفوذ مفتي العاصمة يظهر إبان عهد السلطان سليم الأول، ومنذ المفتي «زمبللي علي جمالي أفندي» (1501م - 1525م)، ولم يفضل مفتي العاصمة سائر العلماء إلا في عهد سليمان القانوني. ولم ينفرد مفتي العاصمة بلقب «شيخ الإسلام» فحسب وإنما ظل يطلق أيضاً على سائر المفتين أو معظمهم. واستطاع أبا السعود أن يحتفظ بمنصبه سنين طويلة ومتعاقبة 952 هـ - 982 هـ. وكان لا يتقلد منصب شيخ الإسلام إلا من هو من أسرة مسلمة، وليس من الدوشرمة أولاد النصارى كما هو الحال في كبار عمال الدولة وكبار ضباط الجيش. ويحصل المفتي على مشيخة الإسلام وعلى منصب مفتي العاصمة، وذلك لعد أن يتقلب في مناصب القضاء العُليا، وفي الأغلب قضاء العسكر. لم يكون يوجد زي معين لمن يتولى منصب إفتاء العاصمة، إلا أنه كان يتميز ببساطته، حيث يرتدي قفطاناً أبيض موشى بالفراء، وعمامة مزينة بشريط من القصب، ولم يكن هذا الشكل إلزامياً.

## التشريعات

### قانونامة
ساوى قانونامة بين شيخ الإسلام والدفتردار والصدر الأعظم من حيثُ الرتبة، وأكد على أنه المفتي «شيخ الإسلام» هو أرفع رتبة من باقي الوزراء بدرجات، وله الصدارة عليهم في كل الأوقات. وأعطى القانون ألقاباً لمفتي العاصمة «شيخ الإسلام»، والخواجة أفندي «مُعلم السُلطان»، وقضاة العسكر (وهو منصب أبو السعود قبل توليه الإفتاء ومشيخة الإسلام) وهذه الألقاب هي: «أعلم العلماء المتبحرين، أفضل الفضلاء المتورعين، ينبوع الفضل واليقين، وارث علوم الأنبياء والمرسلين، كشاف المشكلات الدينية، وصحاح المتعلقات اليقينية، كشاف رموز الدقائق، حلال مشكلات الحقائق، شيخ الإسلام والمسلمين، مفتي الأنام والمؤمنين، المستغني عن التوصيف والتبيين، مربينا (خواجتنا) مولانا محمد أدام الله فضائله..» وهذه الألقاب تدل على الطابع الصوفي للدولة العُثمانية من خلال كلمات: الكشاف، والرموز وغيرها. وساهم شيخ الإسلام بشكل عام بفتاويه في التشريع السُلطاني، فقد أفتى أبو السعود بكثيراً من الفتاوى السياسية والتشريعية، ومن أهمها تصديقه على «قانونامة» الذي أصدره سليمان القانوني، وقد وُصف من قبل دائرة المعارف الإسلامية بأنه أقل رجعية من معظم علماء الدين، وذلك أنه «عارض حمل جميع النصارى على الدخول في الإسلام قهراً وغصباً.» وكان باستطاعة شيخ الإسلام أن يرشح القضاة لدى السُلطان، ومن النادر أن يتولى هو نفسه القضاء.

### تنظيم أمر الفُتيا
حدد أبو السعود رواتب الموظفين لديه في مكتب الإفتاء، وكان يأخذ تصديق السلطان على تعيينهم وعلى رواتبهم، ويقول وجيه كوثراني في كتابه «الفقيه والسُلطان» عن مرحلة أبي السعود، واعتبرها: «انعطافاً في تاريخ منصب الإفتاء في الدولة العثمانية، فمُنذ هذه المرحلة - وهي مرحلة التأسيس التشريعي والقانوني الدائم للدولة الذي استمر حتى مرحلة التنظيمات الجديدة في أواسط القرن التاسع عشر - يدخل منصب الإفتاء في إطار المؤسسة الإدارية والقانونية تحت عنوان "مشيخة الإسلام"، ومن خلال مكاتب وإدارة ومراسم وموظفين.» وتحدث طاشكبري زاده عن شيء قريب مما ذكره كوثراني: «وأُلقيت مقاليده إليه - أي الإفتاء - فنظم مصالحه نظم اللآلئ، واشتغل بتشييد مبانيه أحسن الاشتغال وسيقت إليه الركائب من كل قطر وجانب، وازدحم على بابه الوفود من أصحاب المجد والجدود.» ولم يشر طاشكبري زاده بصريح العبارة إلى هيئة مشيخة الإسلام لكن كلامه يحمل على هذا المعنى، حيث أن هناك إدارة ومكاتب وموظفون، وهو ما يقوله كوثراني: «ومع تنظيمات السُلطان سُليمان، فقد اكتسبت مؤسسسة الإفتاء تنظيماً إدارياً واسعاً وأضحت مركزاً من مراكز القوى السياسية في الدولة، فمكتب شيخ الإسلام دُعي "باب مشيخت"، وأُلحق به مكتب آخر "باب فتوى" أو فتوى خانه، ونُظمت العلاقة بين شيخ الإسلام والصدر الأعظم والوزراء وفقاً لبروتوكولات محددة يتقدم فيها شيخ الإسلام على الجميع، كما ترأس شيخ الإسلام هيئة العُلماء، واعتبر الهيئة الإسلامية الحاكمة المؤلفة من مفتي عواصم الولايات والمُدن الرئيسية، وقضاة المناطق والمدرسين وأئمة المساجد والخطباء والوعاظ والمؤذنين، وكان يُصرف على هذه الهيئة ومؤسساتها من مساجد وزوايا وتكايا ومستشفيات ومدارس، وأعمال بر من إيرادات الأوقاف الخيرية التي تخصصها الدولة لهذا القطاع الاجتماعي الديني.» ويؤكد أحد المؤرخين الغربيين هذه المعلومات أيضاً، حيث حصل مكتب الإفتاء في عهد أبي السعود على القوة والهيبة، وأصبح يُعرف بالناطق باسم العلماء، ولكن في نهاية عهده أصبح المكتب ذو تدرج طبقي في الوظيفة، وأصبحت هناك تغيرات على المكتب، مع بقاء كثير من أعماله كما تركها. واتضح الدور المهم الذي قام أبو السعود أفندي به وقد كان متميزاً عمن سبقه في منصبه بتشكيل هيئة الإفتاء أو هيئة مشيخة الإسلام وتنظيمها وترتيب درجات الموظفين فيها وتعيين رواتيهم، وشمل تنظيمه هذا مفتي الولايات والمدن الرئيسية وترشيح القضاة. ويكون بذلك مارس دوراً ريادياً في المؤسسة الحاكمة من خلال تنظيماته الإدارية التشريعية وفتاويه السياسية والعامة وتصديقه على «قانونامة سليمان القانوني»، وهو دور لم يسقه إليه أحد ولم يدركه بعده أحد من شيوخ الإسلام في الدولة العثمانية.

## أهليته للفتوى
كانت المهمة الأساسية لشيخ الإسلام هي «الفتوى»، وهي مهمة صعبة وتتطلب سعة من العلم، ودقة بالملاحظة، وفصاحة اللسان، وحضور البديهة، وحسن سيرة صاحبها، وقد وصف المؤرخون أبا السعود بصفات حسنة كثيرة، ويقول بعضهم: «كان سلوكه لا عوج فيه ولا أمت»، ويقول بعضهم أيضاً: «كان أبو السعود عالماً عاملاً وإماماً كاملاً شديد التحري في فتاويه حسن الكتابة عليها، وقدراً مهيباً، حسن المجاورة، وافر الإنصاف، ديناً خيراً، سالماً مم ابتُلي به كثير من موالي الروم من أكل المكيفات، سالم الفطنة، حسن القريحة، لطيف العبارة، حلو النادرة.» ويصفه ابن العماد الحنبلي: «سارت أجوبته في جميع العلوم والآفاق مسير النجوم، وجُعلت رشحات أقلامه تميمة نَحر لكونها يتيمة بحر يا له من بحر، وكان من الذين قعدوا من الفضائل والمعارف على سنامها وغاربها، وضربت له نوبة الامتياز في مشارق الأرض ومغاربها، تفرد في ميدان فضله فلم يجاره أحد، وانقطع عن القرين والمماثل في كل بلد، وحصل له المجد، والإقبال والشرف والإفضال مالا يمكن شرحه بالمقال.» ويقول صاحب كتاب العقد المنظوم: «.. كتب الجواب مراراً في يوم واحد على ألف رقعة مع حسن المقاطع والمقاصد... وكان يكتب الجواب على منوال ما يكتب السائل من الخطاب، واقعاً على لسان العرب والعجم والروم من المنثور والمنظوم، وقد أثبت منها ما يستعذبه الناظر ويستحسنه أرباب البصائر.» ونقل العيدروسي عن أبي السعود قوله عن نفسه: «جلست يوماً بعد صلاة الصبح أكتب على الأسئلة المجتمعة، فكتبت إلى صلاة العصر على ألف وأربعمائة واثني عشر فتيا.» حفظ أبو السعود كتاب المفتاح للسكاكي، وهو كتاب مشهور في البلاغة وعلوم اللغة العربية، وجعل أبا السعود يتقن اللغة العربية حتى أُطلق عليه لقب المستعرب ووصفوه بأنه: «مفسر شاعر من علماء التُرك المُستعربين»، وإن إلمام أبي السعود باللغات العربية والتركية والفارسية مكنه من الاطلاع على ثقفات متعددة، مما وسع مداركه وزاد في علمه وجعله أقدر على مخاطبة أهل تلك اللغات بلغاتهم ومن خلال ثقافاتهم. وكان أبو السعود من علماء المذهب الحنفي الذي كان مذهب الدولة العثمانية وسلاطينها. وقد ساعدته نباهته وسعة علمه في سرعة الإفتاء وكثرته. وكان يجيب السائل على نحو أسلوبه في السؤال، فإن كان بالعربية أجاب بالعربية، وإن كان نثراً أجاب بالنثر، وإن كان شعراً فشعراً وإن كان فارسياً ففارسياً.

## بعض فتاويه
لقد كان أبو السعود أفندي يفتي في مسائل عوام الناس وخواصهم، كما كان يفتي للسلاطين فيما يخص حكمهم وتشريعاتهم، وفي العلوم الفنية وفي إعلان الحرب والمال وغيرها. لذا فقد تميز عن غيره من العلماء في هذه الجوانب لا سيما تصديقه على «قانونامة السلطان سليمان القانوني» الذي اعتبره بعض المؤرخون فيه خروج عن الشريعة الإسلامية، ومن أبرز فتاويه مما له علاقة بالسياسة العامة:
- أفتى بالجواز للسلطان سليمان القانوني أن يقتل ابنه البكر وولي عهده الأمير مصطفى، وتم إعدامه في شوال 960 هـ/نوفمبر 1553م.
- أفتى بالجواز للسُلطان سليم الثاني أن يقتل أخاه الأمير بايزيد بن سُليمان على أساس أنه متمرد، وبالفعل قاتل سليم أخاه بايزيد وهزمه في شعبان 966 هـ/مايو 1559م.
- أفتى بجواز الحملة العسكرية على قبرص،[41] وتخليصها من البنادقة، في ذي الحجة 977 هـ/مايو 1570م.
- أفتى بجواز الحملة على البندقية سنة 1570م.
- صادق على «قانونامة السلطان سليمان الأول» ويقول «محمد عصام» صاحب بحث حول أبي السعود: «وهو بمثابة الإفتاء بشرعية ما جاء فيه وجوازه، وقد وردت فيه تجاوزات صريحة للحدود التي شرعها الله سبحانه وتعالى في صريح القرآن، كحد السرقة وحد الزنا، فقد استبدلهما بالغرامة المالية.... وألحق بقوله: ساهم بشكل مباشر وغير مباشر في جملة التشريعات القانونية التي سنها السلطان سليمان القانوني، وأهمها قنونامة الذي صادق على ما جاء فيه رغم انحرافه عن الشريعة الإسلامية في قضيا الحدود في القرآن الكريم.»
- بعد الفتح العُثماني لبلغراد - وقد اشترك أبو السعود في الحملة - أفتى بجواز وقف النقود والمنقول من المال سواء ما يخص الإرث الذي لا وريث له أم المنقول في البلاد المفتوحة.
- عارض حمل جميع النصارى على الدخول في الإسلام غصباً. ويقول محمد رشيد رضا في مجلة المنار: «وقد اشتُهِرَ أن السلطان سليمان القانوني استفتى شيخ الإسلام أبا السعود في إلزام نصارى الروم إيلي بالإسلام أو إبادتهم؛ لأن بقاءهم متمتّعين بحريتهم في الدين واللغة وجميع الشؤون الاجتماعية خطر على الدولة؛ لأنهم لتعصبهم لا بد أن ينتهزوا فرصة ضعف في الدولة أو تورط في حرب شاغلة فيخرجوا عليها، فلم يفتِهِ أبو السعود بذلك.»[42]

ومن بعض فتاويه لعامة الناس:
- يقول نجم الدين الغزي: «وسئل عن شرب القهوة قبل أن يكمل اشتهارها بعد ما قرر له اجتماع الفسقة على شربها، فأجاب بقوله: ما أكب أهل الفجور على تعاطيه، فينبغي أن يجتنبه من يخشى الله ويتقيه.[43] وهذا ليس فيه تصريح بتحرمها، بل يقتضي أن الأولى تركها حذراً من التشبه بالفجار.»
- وذكر طاشكبري زادة أيضاً أحد الأسئلة الموجهة إليه وصورة الجواب: «ما قول مولانا وسيدنا وقدوتنا وموضح مشكلاتنا وفاتق رتق معضلاتنا كعبة المجد والكمال قامع الزيغ والضلال نقاب العلماء الأعلام وشيخ مشايخ الإسلام لا زالت دعائم الشرع شارعة بيمن وجوده وإسعاد الدين كاثراً بكتائب سعوده، في قوم اتخذوا لا إله إلا الله موضوعاً لتحريف النغمات ورعاية الأصوات فطوراً يزيدون وطوراً ينقصون، على حسب ما يلائم الصناعات الباطلات والآراء الفاسدات لا يرجون في ذلك لله تعالى وقاراً بل اتخذوا ذلك لبدعتهم  شعارا؟.. صورة الجواب: ما ذكر أمر مخترع مكروه ومكر مبتدع بئسما مكره فتردوا في مهاوي الردى ومصارعه والتحقوا بالذين يحرفون الكلم عن مواضعه فيجعلون تلاوة المثاني كترنمات الأغاني فوالذي أنزلها بالحق المبين وجعلها كلمة باقية إلى يوم الدين، لئن لم ينتهوا عما هم فيه من المكر الكريه ولم يرجعوا كلمة التوحيد إلى نهجها السديد ليمسنهم عذاب شديد وإنا الذي ندب إليه وحرض المؤمنون عليه تزيين الأصوات بالقرآن الجليل من غير تغيير فيه ولا تبديل والله يقول الحق وهو يهدي السبيل وهو حسبي ونعم الوكيل.»[44]
- ذكر ابن عابدين الدمشقي الحنفي المتوفى في سنة 1252 هـ في كتابه «العقود الدرية في تنقيح الفتاوى الحامدية» تكفير أبي السعود للشيعة وإباحة قتلهم (وقد شهد أبو السعود عدة حروب من الحروب العثمانية الصفوية، وهي معركة جالديران والحرب العثمانية الصفوية التي استمرت من 940 هـ - 963 هـ/1532م - 1555م. وقيام الصفويين بالتشييع الإجباري لأهل السنة والجماعة في المناطق التي يحتلونها)، فقال ابن عابدين: «وقد أكثر مشايخ الإسلام من علماء الدولة العثمانية لا زالت مؤيدة بالنصرة العلية في الإفتاء في شأن الشيعة المذكورين، وقد أشبع الكلام في ذلك كثير منهم وألفوا فيه الرسائل، وممن أفتى بنحو ذلك فيهم المحقق المفسر أبو السعود أفندي العمادي، ونقل عبارته العلامة الكواكبي الحلبي في شرحه على منظومته الفقهية المسماة "الفرائد السنية"، ومن جملة ما نقله عن أبي السعود بعد ذكر قبائحهم على نحو ما مر فلذا أجمع علماء الأعصار على إباحة قتلهم، وأن من شك في كفرهم كان كافراً فعند الإمام الأعظم وسفيان الثوري والأوزاعي أنهم إذا تابوا ورجعوا عن كفرهم إلى الإسلام نجوا من القتل، ويرجى لهم العفو كسائر الكفار إذا تابوا، وأما عند مالك والشافعي وأحمد بن حنبل وليث بن سعد وسائر العلماء العظام فلا تقبل توبتهم، ولا يعتبر إسلامهم ويقتلون حداً إلخ. فقد جزم بقبول توبتهم عند إمامنا الأعظم وفيه مخالفة لما مر عن المجموعة ويظهر لي أن هذا هو الصواب وهذه مسألة مهمة ينبغي تحريرها والاعتناء بها زيادة على غيرها فقد وقع فيها خبط عظيم وكان يخطر لي أن أجمع فيها رسالة أذكر فيها ما حررته في حاشيتي على الدر المختار وغيره فلا بأس أن أذكر في هذا المقام ما يوضح المرام إسعافا لأهل الإسلام من القضاة والحكام وإن استدعى بعض طول في الكلام فنقول وبالله التوفيق.»[45][46]
- وتشير بعض المصادر اليزيدية أن أبا السعود أفتى بجواز قتال اليزيديين وأن هذه الفتوى أصبحت قاعدة لسلسلة من الفتاوى بحق اليزيديين.[47] بينما لا تؤكد رابطة العلماء السوريين صحة هذه الفتوى وتقول: «أما الفتوى بقتل اليزيديين فهي - إن صحت - تستند إلى أسباب ومبررات سياسية كوقوفهم إلى جانب أعداء السلطنة، لتعارض ذلك تعارضاً بديهياً مع قاعدة لا إكراه في الدين، وأنا أستبعدها لأن الإمام محمد رشيد رضا رحمه الله يقول في مقالة له في مجلته المنار: وقد اشتُهِرَ أن السلطان سليمان القانوني استفتى شيخ الإسلام أبا السعود في إلزام نصارى الروم إيلي بالإسلام أو إبادتهم؛ لأن بقاءهم متمتّعين بحريتهم في الدين واللغة وجميع الشؤون الاجتماعية خطر على الدولة؛ لأنهم لتعصبهم لا بد أن ينتهزوا فرصة ضعف في الدولة أو تورط في حرب شاغلة فيخرجوا عليها، فلم يفتِهِ أبو السعود بذلك.»[42]

## صفاته
يقول طاشكبري زادة: «كان رحمه الله طويل القد، خفيف العارضين، غير متكلف في الطعام واللباس، غير أن فيه نوع مداهنة واكتراث بمداراة الناس، وفيه الميل الزائد والنعومة إلى أرباب الرياسة والحكومة، وكان رحمه الله ذا مهابة عظيمة وتؤدة جسيمة، قلما يقع في مجاليته للعظام المبادرة بالخطاب والكلام، وكان واسع التقرير سائغ التحرير يلتقط الدر ويتناثر الجوهر من حكمه...» ومن المآخذ التي أخذت عليه وذكرها المؤرخون أنه «أفرط في محبة المال والجاه والاستظلال بظل الملك» وهو ما ذكره طاشكبري زادة بقوله: «وفيه الميل الزائد والنعومة
إلى أرباب الرياسة والحكومة»، وما حصله من السلطان سُليمان من المرتبات على تفسيره الذي أرسله إليه، وأيضا لما «ولي السُلطان سليم الثاني العرش شرفه بوضعه يده على عمامته واحتضنه بشغف، ورفع مرتبته إلى 700 آقجة في أول شعبان 974 هـ/11 فبراير 1567م.» وذكر ذلك وجيه كوثراني في كتابه الفقية والسلطان. وأيضاً من المآخذ عليه قربه من السلاطين واكتساب مكانته منهم، حيث يذكر المؤرخون أن هناك من العلماء في عصره أعلم منه ولكنهم اعتزلوا السلاطين فاعتزلهم السلاطين، ويذكر وجيه كوثراني منهم: «الفقيه الحنفي الصوفي محمد أفندي البرقاوي (ت 981 هـ/1573م) الذي كان نداً مناوئاً لشيخ الإسلام أبي السعود أفندي، وكان البرقاوي ممن اعتزلوا السياسة وانصرفوا إلى التدريس والتأليف، وحافظ على استقلاليته حيال أعلى مراتب السلطات في الدولة»، وقد أفسح هذا الأمر المجال أبي السعود ليتصدر الفتوى واكتسابه حب السلاطين. ورُبما كانت سعة علمه وحسن مناظرته جعلت السُلطان سُليمان يقربه ويُنعم عليه منصب مفتي القسطنطينية، وقد تأكد ذلك في مناظرة عقدها بين أبي السعود وبين ثلاثة من علماء عصره، رجح فيها أبو السعود، حيث كان قربه من السلطان ليس مداهنة وتزلف بل من استحقاقه لهذا. وأيضاً من المآخذ أنه «أول من جعل تقديم الأطفال سُنة فبقيت تلك السيرة كما سنها، فصارت سبباً لانطفاء نبراس العلم ودروسه وتعطيل أطلاله ورسومه ودروسه»، وأيضاً ما ذكره أحمد بن محمد الخفاجي بقوله: «افتتانه بآثاره وروائع كتبه وأشعاره».

## مؤلفاته
على الرغم من طول حياة أبي السعود فإن مصنفاته ليست بالكثيرة، لانشغاله بالتدريس والفتوى عن التفرغ للتصنيف، غير أنه كتب بعض المصنفات في التفسير والفقه وغيرها ومنها وتشير المصادر أن مصنفات أبو السعود هذه معظمها مخطوط وغير مطبوع، ما عدا تفسيره وكتاب رسالة في جواز وقف النقود:
1. له حاشية على على «العناية» من أول «كتاب البيع» من الهداية تسعها عدة من الكراريس والأوراق.
2. كتب صوراً متعلقة بأوقاف الملوك والوزراء، زاد فيه على من قبله.
3. بضاعة القاضي في الصكوك.
4. ثواقب الأقطار في أوائل منار الأنوار. في الأصول.
5. حسم الخلاف في المسح على الخفاف.
6. غلطات العوام.
7. غمرات المليح في أول مباحث قصد العام من التلويح.
8. الفتاوى.
9. قانون المعاملات.
10. معاقد الطراز.
11. موقف العقول في وقف المنقول.
12. ميمية (قصيدته المشهورة).
13. نهاية الأمجاد على كتاب الجهاد على الهداية للمرغيناني.
14. تهافت الأمجاد في فروع الفقه الحنفي.
15. تحفة الطلاب في المناظرة.
16. تسجيل الأوقاف. رسالة.
17. قصة هاروت وماروت.
18. رسالة في مسائل الوقوف. (رسالة في جواز وقف النقود).
19. شرح على ألفية ابن مالك، وبعض الحواشي على تفسير الكشاف.
20. دعا نامه.[52]
21. إرشاد العقل السليم إلى مزايا الكتاب الكريم (تفسير أبي السعود).

### تفسير أبي السعود
تفسير أبي السعود واسمه إرشاد العقل السليم إلى مزايا الكتاب الكريم لما بلغ تسويده إلى سورة ص وأمضى فترة طويلة في كتابته، بيَّضه في شهر شعبان من عام 973 هـ وأرسله للسُلطان سليمان القانوني مع صهره المولى محمد الشهير «بابن المعلول»، فقابله السلطان بحسن القبول، وزاد مرتبه اليومي، ثم بيَّضه كاملاً بعد سنة، وأرسله إلى السلطان، فقابله السلطان أيضاً بحسن القبول وزاد في مرتبه مرة أخرى. جمع أبن السعود في تفسيره هذا ما في تفسير البيضاوي، وزاد فيه من تفسير القرطبي والثعلبي والواحدي والبغوي وغيرها من التفاسير، فضلاً عن تفسير الكشاف. ووصف طاشكبري زادة التفسير بقوله: «وقد أتى فيه بما لم تسمح به الأذهان ولم تقرع به الآذان، فصدق المثل السائر، كم ترك الأول للآخر.» ويقول اللكنوي أيضاً: «وقد طالعت تفسيره وانتفعت به وهو تفسير حسن، ليس بالطويل الملل ولا بالقصير المخل، متضمن على لطائف ونكات ومشتمل على فوائد وإشارات.»

## أشعاره
أتقن أبو السعود اللغة العربية حتى دعاه بعض المؤرخون مستعرباً، وكان يستعمل في كتابة فتاويه لغة أدبية منها النثر والشعر، وفقً لهيئة السؤال. وأجاد أيضاً اللغة الفارسية بجانب اللغة التركية وصاغ الشعر في اللغتين أيضاً، وكان له شعر في الشوق والحنين منها قوله:
ويقول الخفاجي عنه: «على أنه لو قيل أنه أشعر أهل جلدته، فالرائد لا يكذب أهله»، والذي اعتبر أن قصيدته الميمية تتطاول إتقانا على المعري في ميميته. مطلع ميميته:
وله قصيدة طويلة تزيد عن تسعين، وتشير إلى تعلق النفس البشرية بالعلم الجسماني. ومطلعها:

## وفاته

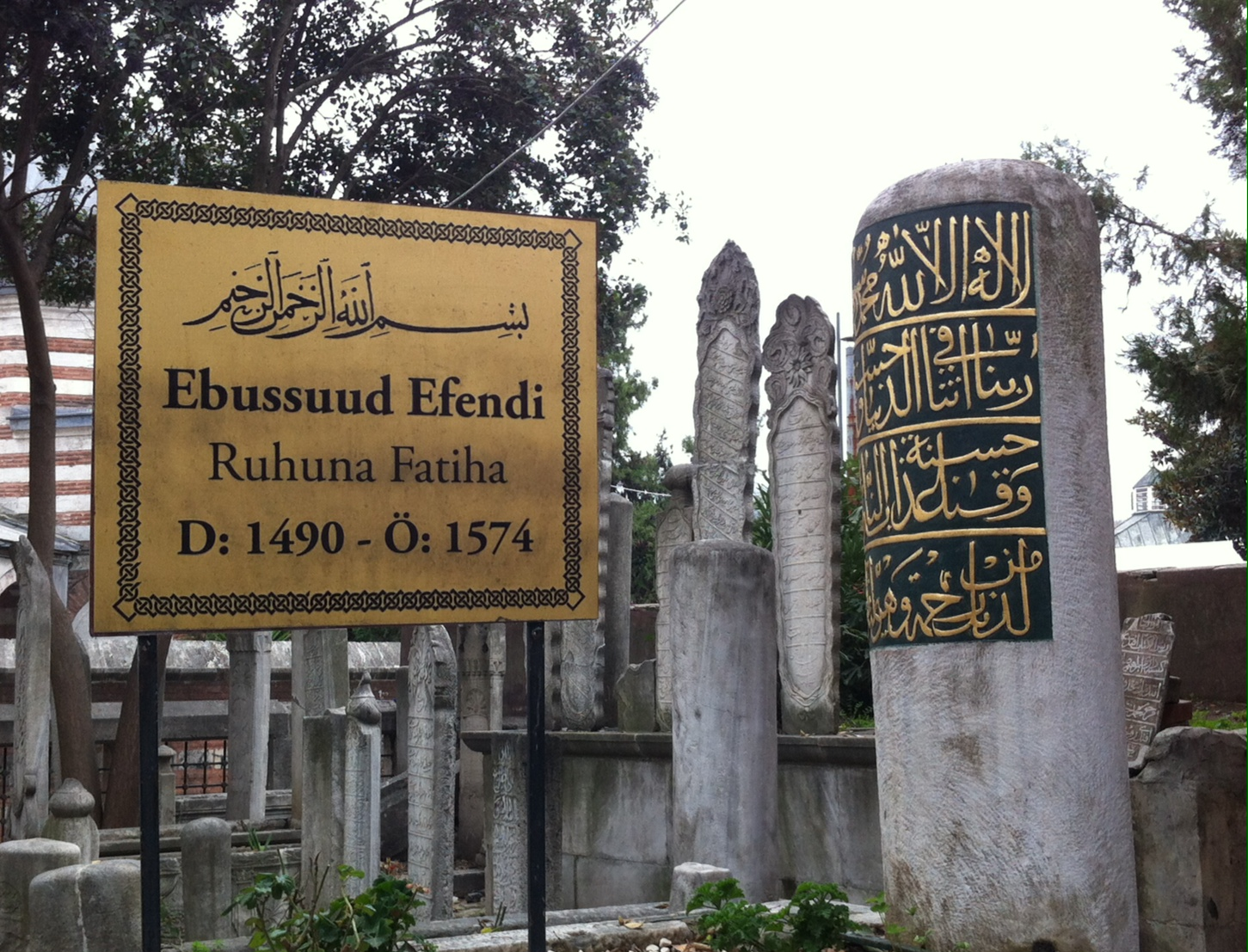
قبر أبو السعود أفندي في مقبرة أبي أيوب الأنصاري.

توفي أبو السعود وهو على الإفتاء، في الثلث الأخير من ليلة الأحد في تاريخ 5 جمادى الأولى 982 هـ/23 أغسطس 1574م، وشذ العيدروسي صاحب كتاب النور السافر عن بقية المؤرخين في تحديد تاريخ وفاته، وجعله من وفيات سنة 952 هـ وقال أنه توفي في شهر جمادى الآخرة. وقد حضر جنازته العلماء والوزراء وأصحاب الديوان، وصلى عليه سنان المحشي، في جامع السلطان محمد خان، ودُفن بمقبرته التي أنشأها بالقرب من قبر الصحابي أبي أيوب الأنصاري. وأتى نعيه إلى الحرم المكي ونودي بالصلاة عليه من أعلى زمزم، وصُلي عليه صلاة الغائب، وأُطلق اسمه على أحد الشوارع المهمة في القسطنطينية. وقد رثى جماعة من أهل مكة المكرمة أبا السعود ومنهم الإمام رضي الدين محمد بن أحمد القازاني الشافعي. وقال الانشاري في تاريخ وفاته شعراً:
ورثاه مصطفى بن السيد حسن أحد أصحابه:

## عائلته
إن عائلة أبي السعود عائلة علمية فقد كان أبوه محيي الدين محمد عالماً في زمنه، وعم أمه هو العالم علاء الدين القوشجي. وابن عمه هو «المولى جعفر» الذي تولى التدريس في عدة مدارس حتى بلغ قضاء العسكر بولاية أناطولي ودام عليه مدة ست سنين، وتوفي في سنة 978 هـ. ولدى أبو السعود عدة أبناء، كان واحد منهم اسمه «محيي الدين محمد» والذي أيضاً قد تولى التدريس في عدة مدارس حتى نقل إلى إحدى المدارس الثمان ثم إلى مدرسة سليم خان، ثم قُلد قضاء دمشق بالشام ثم قلد قضاء حلب، وقد توفي في حياة أبيه في سنة 971 هـ وقد تجاوز عمره الأربعين سنة. وله ولد اسمه «أحمد شلبي» ولد في سنة 943 هـ وقد كان مثل معظم أفراد عائلته، إذ تولى التدريس وتدرج فيه حتى نُقل إلى إحدى المدارس الثمان ثم أعطيت له مدرسة شهزاده السلطان محمد، وبعد مدة قليلة توفي وعمره سنة وعشرون سنة. ويُدعى أحد أبنائه مصطفى الذي وصل للتدريس في إحدى المدارس الثمان في إسطنبول، ثم تقلد القضاء في سالونيك وتنقل في المناصب، حتى توفي في حدود 1007 هـ. وأيضاً كان من عائلته من برز في العلم حفيده «عبد الكريم بن محمد بن أبي السعود» الذي تكفل به بعد وفاة والده، وقد تنقل في التدريس مثل جميع أفراد عائلته، وتوفي وهو يبلغ من العمر ثلاثين سنة في 981 هـ.

### هوامش
1. ↑  محمد عصام علي عبد الحفيظ عدوان. شيخ الإسلام أبو السعود أفندي. (898 - 982 هـ/1493 - 1574م). مجلة جامعة القدس المفتوحة للأبحاث والدراسات - العدد الثاني والعشرون - شباط 211. ص. 264-265.
2. 1 2  محمد بن علي بن محمد الشوكاني (المتوفى: 1250هـ). كتاب البدر الطالع بمحاسن من بعد القرن السابع، (180). على موقع المكتبة الشاملة، (مؤرشف على: archive.is). ص. 260. مؤرشف من الأصل في 2016-02-20. اطلع عليه بتاريخ 2016-02-20.{{استشهاد بكتاب}}:  صيانة الاستشهاد: BOT: original URL status unknown (link) صيانة الاستشهاد: أسماء عددية: قائمة المؤلفين (link)
3. ↑  إسماعيل باشا بن محمد أمين بن مير سليم الباباني البغدادي (المتوفى: 1399هـ). كتاب هدية العارفين أسماء المؤلفين وآثار المصنفين،. على موقع المكتبة الشاملة، (مؤرشف على: archive.is). ص. 1097. مؤرشف من الأصل في 2016-02-20. اطلع عليه بتاريخ 2016-02-20.{{استشهاد بكتاب}}:  صيانة الاستشهاد: BOT: original URL status unknown (link) صيانة الاستشهاد: أسماء عددية: قائمة المؤلفين (link)
4. 1 2  علي شواخ إسحاق الشعيبي. معجم مصنفات القرآن الكريم، الجزء الثاني (PDF). الرياض: دار الرفاعي، (الكتاب على موقع: archive.org). ص. 107-108. مؤرشف من الأصل (PDF) في 2020-01-10.
5. 1 2  عاشق شلبي، تحقيق: عبد الرازق بركات. ذيل الشقائق النعمانية في علماء الدولة العثمانية. ص. 128.
6. ↑  صابان، سهيل (1421 هـ / 2000 م). المعجم الموسوعي للمصطلحات العثمانية التاريخية. الرياض: مطبوعات مكتبة الملك فهد الوطنية. ص. 34. ISBN:9960001490. {{استشهاد بكتاب}}: تحقق من التاريخ في: |سنة= (مساعدة)
7. ↑  كتاب شيخ الإسلام أبو السعود أفندي. (898 - 982 هـ/1493 - 1574م)، مرجع سابق. ص. 265-266.
8. 1 2  ذيل الشقائق النعمانية في علماء الدولة العثمانية، مرجع سابق. ص. 129.
9. ↑  أبو السعود أفندي، تحقيق: عبد القادر أحمد عطا. تفسير أبي السعود أو إرشاد العقل السليم إلى مزايا الكتاب الكريم. الجزء الأول. الرياض: مطبعة السعادة، الكتاب على موقع: archive.org. ص. (ج). مؤرشف من الأصل في 2019-12-16.
10. ↑  أبو العباس أحمد بن محمد بن أبي العافية، الشهير بابن القاضي. كتاب درة الحجال في أسماء الرجال، الجزء الثالث. دار التراث. ص. 306.
11. ↑  علي بن لالي بالي، الناسخ: عبد الله بن محمود عطارد زاده. مخطوطة كتاب العقد  المنظوم في ذكر علماء الروم. على موقع مخطوطات جامعة الملك سعود. (مؤرشف على موقع: archive.is). ص. 70. مؤرشف من الأصل في 21 فبراير 2016. اطلع عليه بتاريخ 12 جمادى الأولى 1437 هـ. {{استشهاد بكتاب}}: تحقق من التاريخ في: |تاريخ الوصول= (مساعدة)صيانة الاستشهاد: BOT: original URL status unknown (link)
12. 1 2  كتاب شيخ الإسلام أبو السعود أفندي. (898 - 982 هـ/1493 - 1574م)، مرجع سابق. ص. 266.
13. 1 2  علي بن لالي بالي، الناسخ: عبد الله بن محمود عطارد زاده. مخطوطة كتاب العقد  المنظوم في ذكر علماء الروم. على موقع مخطوطات جامعة الملك سعود. (مؤرشف على موقع: archive.is). ص. 45. مؤرشف من الأصل في 21 فبراير 2016. اطلع عليه بتاريخ 12 جمادى الأولى 1437 هـ. {{استشهاد بكتاب}}: تحقق من التاريخ في: |تاريخ الوصول= (مساعدة)صيانة الاستشهاد: BOT: original URL status unknown (link)
14. ↑  محمد علي الصويركي. من أعلام الكرد في كردستان تركيا القسم الحادي والثلاثون. على موقع كلكامش، (مؤرشف على: archive.is). مؤرشف من الأصل في 2016-02-20. اطلع عليه بتاريخ 2016-02-21.{{استشهاد بكتاب}}:  صيانة الاستشهاد: BOT: original URL status unknown (link)
15. ↑  كتاب شيخ الإسلام أبو السعود أفندي. (898 - 982 هـ/1493 - 1574م)، مرجع سابق. ص. 266-267.
16. ↑  عبد الحي بن أحمد بن محمد ابن العماد العكري الحنبلي، أبو الفلاح، عبد القادر الأرناؤوط - محمود الأرناؤوط. شذرات الذهب في أخبار من ذهب، المجلد العاشر. دار ابن كثير. ص. 589.
17. ↑  ذيل الشقائق النعمانية في علماء الدولة العثمانية، مرجع سابق. ص. 128.
18. ↑  طاشكبري زاده (1395 هـ/1975م). الشقائق النعمانية في علماء الدولة العثمانية ويليه العقد المنظوم في ذكر أفاضل الروم. بيروت - لبنان: دار الكتاب العربي. ص. 206-207. {{استشهاد بكتاب}}: تحقق من التاريخ في: |سنة= (مساعدة)
19. ↑  İsmail Hâmi Danişmend, (1971) Osmanlı Devlet Erkânı, İstanbul: Türkiye Yayınevi, İstanbul, 1971, say. 114.
20. ↑  محمد عبد الحي اللكنوي الهندي أبو الحسنات، تحقيق: محمد بدر الدين أبو فراس النعاني. كتاب الفوائد البهية في تراجم الحنفية. ص. 85.
21. ↑  محمد عبد الحي اللكنوي الهندي أبو الحسنات، تحقيق: محمد بدر الدين أبو فراس النعاني. كتاب الفوائد البهية في تراجم الحنفية. ص. 81.
22. ↑  محمد بن محمد الغزي نجم الدين، تحقيق: خليل منصور. كتاب الكواكب السائرة بأعيان المائة العاشرة. دار الكتب المنصورة. ص. 31.
23. ↑  الشقائق النعمانية في علماء الدولة العثمانية، مرجع سابق. ص. 440.
24. ↑  عبد القادر بن عبد الله العيدروس، تحقيق: أحمد حالو - محمود الأرناؤوط - أكرم البوشي. كتاب النور السافر عن أخبار القرن العاشر. دار صادر. ص. 319.
25. ↑  شذرات الذهب في أخبار من ذهب، المجلد العاشر، مرجع سابق. ص. 584.
26. ↑  كتاب شيخ الإسلام أبو السعود أفندي. (898 - 982 هـ/1493 - 1574م)، مرجع سابق. ص. 267.
27. ↑  كتاب شيخ الإسلام أبو السعود أفندي. (898 - 982 هـ/1493 - 1574م)، مرجع سابق. ص. 267-268.
28. ↑  الشقائق النعمانية في علماء الدولة العثمانية، مرجع سابق. ص. 439-440.
29. 1 2 3  كتاب شيخ الإسلام أبو السعود أفندي. (898 - 982 هـ/1493 - 1574م)، مرجع سابق. ص. 268.
30. ↑  كتاب النور السافر عن أخبار القرن العاشر، مرجع سابق. ص. 320.
31. ↑  كتاب شيخ الإسلام أبو السعود أفندي. (898 - 982 هـ/1493 - 1574م)، مرجع سابق. ص. 268-269.
32. ↑  كتاب شيخ الإسلام أبو السعود أفندي. (898 - 982 هـ/1493 - 1574م)، مرجع سابق. ص. 269.
33. ↑  كتاب شيخ الإسلام أبو السعود أفندي. (898 - 982 هـ/1493 - 1574م)، مرجع سابق. ص. 269-270.
34. 1 2  كتاب شيخ الإسلام أبو السعود أفندي. (898 - 982 هـ/1493 - 1574م)، مرجع سابق. ص. 270-271.
35. ↑  الشقائق النعمانية في علماء الدولة العثمانية، مرجع سابق. ص. 441.
36. ↑  كتاب شيخ الإسلام أبو السعود أفندي. (898 - 982 هـ/1493 - 1574م)، مرجع سابق. ص. 271-272.
37. ↑  موقع موسوعة المقاتل. نظام الحكم في الدولة العثمانية. (مؤرشف على: archive.is). مؤرشف من الأصل في 1 مارس 2016. اطلع عليه بتاريخ 21 جمادى الأولى 1437 هـ. {{استشهاد بكتاب}}: تحقق من التاريخ في: |تاريخ الوصول= (مساعدة)صيانة الاستشهاد: BOT: original URL status unknown (link)
38. ↑  موقع موسوعة المقاتل. تراجم السلاطين العثمانيين. (مؤرشف على: archive.is). مؤرشف من الأصل في 1 مارس 2016. اطلع عليه بتاريخ 21 جمادى الأولى 1437 هـ. {{استشهاد بكتاب}}: تحقق من التاريخ في: |تاريخ الوصول= (مساعدة)صيانة الاستشهاد: BOT: original URL status unknown (link)
39. ↑  كتاب شيخ الإسلام أبو السعود أفندي. (898 - 982 هـ/1493 - 1574م)، مرجع سابق. ص. 272-273.
40. 1 2  كتاب شيخ الإسلام أبو السعود أفندي. (898 - 982 هـ/1493 - 1574م)، مرجع سابق. ص. 274-275.
41. ↑  مجلة أقلام الثقافية. السلطان سليم الثاني ابن السلطان سليمان خان 974-982هـ. (مؤرشف على موقع: archive.is). مؤرشف من الأصل في 27 فبراير 2016. اطلع عليه بتاريخ 18 جمادى الأولى. {{استشهاد بكتاب}}: تحقق من التاريخ في: |تاريخ الوصول= (مساعدة)صيانة الاستشهاد: BOT: original URL status unknown (link)
42. 1 2 3  رابطة العلماء السوريين. حدث في التاسع عشر من صفر، أبو السعود أفندي. على موقع رابطة العلماء السوريين، (مؤرشف على: archive.is). مؤرشف من الأصل في 20 فبراير 2016. اطلع عليه بتاريخ 23 جمادى الأولى 1437 هـ. {{استشهاد بكتاب}}: تحقق من التاريخ في: |تاريخ الوصول= (مساعدة)صيانة الاستشهاد: BOT: original URL status unknown (link)
43. ↑  منيع عبد الحليم محمود. كتاب مناهج المفسرين. على موقع المكتبة الشاملة، (مؤرشف على: archive.is). مؤرشف من الأصل في 26 فبراير 2016. اطلع عليه بتاريخ 18 جمادى الأولى 1437 هـ. {{استشهاد بكتاب}}: تحقق من التاريخ في: |تاريخ الوصول= (مساعدة)صيانة الاستشهاد: BOT: original URL status unknown (link)
44. ↑  طاشكبري زاده (1395 هـ/1975م). الشقائق النعمانية في علماء الدولة العثمانية ويليه العقد المنظوم في ذكر أفاضل الروم. بيروت - لبنان: دار الكتاب العربي. ص. 440. {{استشهاد بكتاب}}: تحقق من التاريخ في: |سنة= (مساعدة)
45. ↑  محمد أمين بن عمر بن عبد العزيز عابدين الدمشقي. كتاب العقود الدرية في تنقيح الفتاوى الحامدية. على موقع المكتبة الشاملة، (مؤرشف على: archive.is). ص. (2/178)-(2/179). مؤرشف من الأصل في 2 مارس 2016. اطلع عليه بتاريخ 22 جمادى الأولى 1437 هـ. {{استشهاد بكتاب}}: تحقق من التاريخ في: |تاريخ الوصول= (مساعدة)صيانة الاستشهاد: BOT: original URL status unknown (link)
46. ↑  سليمان بن صالح الخراشي. النصيحة الذهبية للشيعة في السعودية وتذكيرهم بفتاوى علماء الدولة التركية. على موقع صيد الفوائد، (مؤرشف على: archive.is). مؤرشف من الأصل في 20 فبراير 2016. اطلع عليه بتاريخ 22 جمادى الأولى 1437 هـ. {{استشهاد بكتاب}}: تحقق من التاريخ في: |تاريخ الوصول= (مساعدة)صيانة الاستشهاد: BOT: original URL status unknown (link)
47. ↑  عبد الفتاح علي البوتاني. دراسات ومباحث في فلسفة وماهية الديانة الايزيدية. على موقع صوت الآخر، (مؤرشف على: archive.is). مؤرشف من الأصل في 20 فبراير 2016. اطلع عليه بتاريخ 23 جمادى الأولى 1437 هـ. {{استشهاد بكتاب}}: تحقق من التاريخ في: |تاريخ الوصول= (مساعدة)صيانة الاستشهاد: BOT: original URL status unknown (link)
48. ↑  كتاب شيخ الإسلام أبو السعود أفندي. (898 - 982 هـ/1493 - 1574م)، مرجع سابق. ص. 273-274.
49. ↑  أبو السعود أفندي، تحقيق: أبو الأشبال صغير أحمد شاغف الباكستاني. رسالة في جواز وقف النقودالناشر=دار ابن حزم، بيروت - لبنان. ص. 1.
50. ↑  كتاب شيخ الإسلام أبو السعود أفندي. (898 - 982 هـ/1493 - 1574م)، مرجع سابق. ص. 275-276.
51. ↑  محمد عبد الرحمن بن الغزي شمس الدين أبو المعالي (المتوفي: 1167 هـ)، تحقيق: سيد حسن كسروي. ديوان الإسلام وبحاشيته أسماء كتب الأعلام، الجزء الثالث. دار الكتب العلمية، بيروت. على موقع جوجل الكتب. ص. 30-31. مؤرشف من الأصل في 2020-03-03.{{استشهاد بكتاب}}:  صيانة الاستشهاد: أسماء عددية: قائمة المؤلفين (link)
52. ↑  حاجي خليفة. كتاب كشف الظنون عن أسامي الكتب والفنون. على موقع المكتبة الشاملة، (مؤرشف على: archive.is). ص. 5317. مؤرشف من الأصل في 1 مارس 2016. اطلع عليه بتاريخ 21 جمادى الأولى 1437 هـ. {{استشهاد بكتاب}}: تحقق من التاريخ في: |تاريخ الوصول= (مساعدة)صيانة الاستشهاد: BOT: original URL status unknown (link)
53. ↑  أحمد بن محمد الأدنروي. كتاب طبقات المفسرين. على موقع المكتبة الشاملة، (مؤرشف على: archive.is). ص. (1/398)-(1/399). مؤرشف من الأصل في 1 مارس 2016. اطلع عليه بتاريخ 21 جمادى الأولى 1437 هـ. {{استشهاد بكتاب}}: تحقق من التاريخ في: |تاريخ الوصول= (مساعدة)صيانة الاستشهاد: BOT: original URL status unknown (link)
54. ↑  كتاب شيخ الإسلام أبو السعود أفندي. (898 - 982 هـ/1493 - 1574م)، مرجع سابق. ص. 276-277.
55. ↑  كتاب شيخ الإسلام أبو السعود أفندي. (898 - 982 هـ/1493 - 1574م)، مرجع سابق. ص. 277-278.
56. ↑  كتاب شيخ الإسلام أبو السعود أفندي. (898 - 982 هـ/1493 - 1574م)، مرجع سابق. ص. 278-279.
57. ↑  علي بن لالي بالي، الناسخ: عبد الله بن محمود عطارد زاده. مخطوطة كتاب العقد المنظوم في ذكر علماء الروم. على موقع مخطوطات جامعة الملك سعود. (مؤرشف على موقع: archive.is). ص. 46. مؤرشف من الأصل في 3 مارس 2016. اطلع عليه بتاريخ 23 جمادى الأولى 1437 هـ. {{استشهاد بكتاب}}: تحقق من التاريخ في: |تاريخ الوصول= (مساعدة)صيانة الاستشهاد: BOT: original URL status unknown (link)
58. ↑  ذيل الشقائق النعمانية في علماء الدولة العثمانية، مرجع سابق. ص. 72.
59. ↑  الشقائق النعمانية في علماء الدولة العثمانية، مرجع سابق. ص. 364-365.
60. ↑  ذيل الشقائق النعمانية في علماء الدولة العثمانية، مرجع سابق. ص. 61-62-63.
61. ↑  علي بن لالي بالي، الناسخ: عبد الله بن محمود عطارد زاده. مخطوطة كتاب العقد  المنظوم في ذكر علماء الروم. على موقع مخطوطات جامعة الملك سعود. (مؤرشف على موقع: archive.is). ص. 70. مؤرشف من الأصل في 21 فبراير 2016. اطلع عليه بتاريخ 23 جمادى الأولى 1437 هـ. {{استشهاد بكتاب}}: تحقق من التاريخ في: |تاريخ الوصول= (مساعدة)صيانة الاستشهاد: BOT: original URL status unknown (link)

## وصلات خارجية
- كتاب رسالة في جواز وقف النقود، لأبي السعود أفندي.
- موقع رابطة العلماء السوريين، أبو السعود أفندي.
- فتاوي أبو السعود أفندي